# 弗拉斯特诉科恩案
弗拉斯特诉科恩案，Flast v. Cohen，392 U.S. 83 (1968)，是美國聯邦最高法院的案例，華倫(Warren)法院建立了「雙重紐帶法則」（double nexus test），只有滿足這項條件，納稅人才能對聯邦政府的支出提起訴訟。

## 事實
納稅人Flast與其他人一起起訴衛生、教育、福利部部長Wilbur Cohen，挑戰《1963年聯邦教育法》（Federal Education Act of 1963），理由是該法賦予衛生、教育福利部調配資金給州政府和地區，資助窮苦人士以獲得受教育機會。原告聲稱聯邦教育支出項目為宗教學校提供資助，侵犯了美國憲法第一修正案的政教分離條款(Establishment Clause)，該條禁止聯邦政府以財政支出方式資助宗教活動，前審認為原告欠缺訴訟資格(Standing)，原告上訴。

## 爭點
原告能否以納稅人的身分，對於政府的支出計劃，擁有起訴權?

## 先例
- Frothingham

原告並無提起訴訟的權利，假如他所受的損害，和其他納稅人相同，而且很小。對於未來稅負的增加，則過於遙遠且不確定。
- Baker v. Carr

訴訟資格(Standing)的要旨，為尋求救濟的一方，是否會因為訴訟勝敗，而使個人利益受到影響。這是為了確保議題清楚的呈現，以便法院處理艱難的憲法問題。

## 理由
- 在一些特殊的案子裡，原告也許有起訴權，而法院卻拒絕審查。

- 對於這個Substantial Issue，原告必須建立自己的法律地位，與所針對的法律間，具有邏輯上的關聯。納稅人可以主張，國會必須依據第一條第八項來行使權力，方合憲。惟若僅是，法律執行過程中的附隨支出，則並不充分。

- 第二，納稅人必須建立自己的法律地位，與憲法上權利所受損害的關係。且必須證明，該法律逾越憲法上的特別限制。我們注意到第一修正案對第一條第八項構成特別限制。

## 結論
撤銷原判決。

## 外部連結
美國聯邦納稅人訴訟適格問題研究
- Flast v. Cohen